# Kutosari (Kebumen)
Kutosari is een bestuurslaag in het regentschap Kebumen van de provincie Midden-Java, Indonesië. Kutosari telt 6192 inwoners (volkstelling 2010).